# Haplodrassus
Haplodrassus là một chi nhện trong họ Gnaphosidae.